# Saint-Priest-des-Champs
Saint-Priest-des-Champs település Franciaországban, Puy-de-Dôme megyében. Lakosainak száma 726 fő (2022. január 1.). Saint-Priest-des-Champs Espinasse, Les Ancizes-Comps, Biollet, Gouttières, Miremont, Saint-Gervais-d’Auvergne, Saint-Julien-la-Geneste és Sauret-Besserve községekkel határos.

## Népesség
A település népessége az elmúlt években az alábbi módon változott:
| Lakosok száma | 740  | 733  | 741  | 702  | 702  | 702  | 703  | 715  | 726  |
|               | 2013 | 2015 | 2016 | 2017 | 2018 | 2019 | 2020 | 2021 | 2022 |